# Wilhelm Winter
Wilhelm Winter (1968 (57 anos)) é um matemático alemão, que trabalha com álgebra de operadores. É professor da Universidade de Münster.
Estudou na Universidade de Heidelberg, onde obteve o diploma em 1996 e um doutorado em 2000, orientado por Joachim Cuntz na Universidade de Münster, com a tese Covering Dimension for Nuclear C*-Algebras, onde obteve depois a habilitação em 2006. Em 2002 foi professor visitante associado na Texas A&M University e a partir de 2007 Lecturer e depois Reader na Universidade de Nottingham. Em 2011 foi professor de Matemática em Münster.
Recebeu com Andrew Toms o Prêmio G. de B. Robinson. Foi palestrante convidado do Congresso Internacional de Matemáticos no Rio de Janeiro (2018: Structure of nuclear C*-algebras: From quasidiagonality to classification, and back again).

## Publicações selecionadas
- com Andrew Toms: Z-stable ASH algebras, Canadian Journal of Mathematics, Volume 60, 2008, p. 703–720.
- Decomposition rank and Z-stability. Invent. Math. 179 (2010), Nr. 2, 229–301.
- Nuclear dimension and Z-stability of pure C∗-algebras. Invent. Math. 187 (2012), Nr. 2, 259–342.
- com E. Christensen, A. Sinclair, R. Smith, S. White: Perturbations of nuclear C∗-algebras. Acta Math. 208 (2012), Nr. 1, 93–150.
- com Y. Sato, S. White: Nuclear dimension and Z-stability. Invent. Math. 202 (2015), Nr. 2, 893–921.